# 杨传堂
杨传堂（1954年5月15日—），山东禹城人，中国共产黨、中华人民共和国政治人物，原副国级领导人。山东师范大学中文系干部专修科毕业，中共中央党校经济管理专业本科学历。1972年6月进入中国人民解放军服役，1975年复员。1976年6月加入中国共产党，是中共第十六届中央候补委员、中央委员（十六屆七中全會遞補），第十七届、十八届中央委员。曾任第十三届全国政协副主席、党组成员、中华人民共和国交通运输部部长、中华全国供销合作总社理事会主任、国家民族事务委员会党组书记、副主任、中共西藏自治区党委书记、青海省人民政府省长、交通运输部党组书记等职。

## 早年经历
1972年6月，杨传堂入中国人民解放军服役，在济南军区当兵。1975年复员后，被分配到山东黄河农场当工人；后进入山东胜利石化总厂工作，曾先后担任第二化肥厂工人，共青团委干事，车间党支部书记，第二化肥厂党委副书记、副政治委员。1978年起，参与建设齐鲁石化公司乙烯生产项目的建设；历任工程建设指挥部生产处、设计处、资料室副组长，指挥部办公室秘书科副科长；期间，于1981年2月至1983年1月，在山东师范大学中文系干修科学习。进修结束后，回到齐鲁石化公司工作；历任公司共青团委副书记，党委副书记、兼乙烯工程建设指挥部党委书记。1987年8月起，先后担任共青团山东省委副书记、书记，兼任山东省青年管理干部学院院长，由此开启仕途。

## 两次入藏
1992年2月，杨传堂任中共德州地委副书记、德州地区行署专员；并于1993年11月，当选中共山东省委常委，当月，即调任西藏自治区党委常委、自治区政府副主席。后任中共西藏自治区党委副书记、政府常务副主席，中共西藏自治区党委常务副书记兼党校校长。2002年11月，当选中共第十六届中央候补委员。
2003年10月，接替赵乐际，转任中共青海省委副书记、副省長、代省长；2004年1月，在青海省人大十届二次会议上，正式当选青海省省长。2004年12月，再次奉调入藏，任中共西藏自治区党委书记。

## 回京养病
2005年11月27日，中共中央任命张庆黎为代理中共西藏自治区党委书记。外界有报导称，当年9月，楊傳堂因为突发脑溢血导致重度昏迷，被接到北京救治，但是官方没有证实。
2006年5月29日，楊傳堂被正式免去中共西藏自治区党委书记，改任國家民族事務委員會副主任（正部长级）。2007年，兼任国家民族事务委员会党组书记。2007年10月12日，被递补为中央委员。在随后举行的中共十七大上，继续当选第十七届中央委员。2011年8月，任中华全国供销合作总社理事会主任、党组书记。

## 重返一线
中共十八大召开前夕，58岁的楊傳堂重归一线正部级职位。2012年7月，任中华人民共和国交通运输部党组书记。后在8月31日结束的全国人大常委会上，正式任交通运输部部长。2016年9月3日，卸任部长职务，但仍担任交通运输部党组书记。2018年3月14日，64岁的杨传堂当选第十三届全国政协副主席，成为党和国家领导人。

## 退休
2023年3月10日，卸任全国政协副主席职务，2023年5月10日，卸任交通运输部党组书记。

## 家庭
哥哥杨传升（已故）曾任中共中央紀律檢查委員會委員、中共山東省委常委、山東省紀委書記。2007年，與楊傳堂雙雙當選中共十七大代表。

## 名言
2015年3月12日在接受京华时报记者采访时表示：“私家车不许当专车，出租車无政府垄断”。2018年1月，当选第十三届全国政协委员。